# Акдала (Талгарский район)
Акдала (каз. Ақдала) — село в Талгарском районе Алматинской области Казахстана. Входит в состав Кендалинского сельского округа. Код КАТО — 196255200.

## Население
В 1999 году население села составляло 499 человек (252 мужчины и 247 женщин). По данным переписи 2009 года, в селе проживали 533 человека (246 мужчин и 287 женщин).